# Württemberg-Hohenzollern
Der freie Volksstaat Württemberg-Hohenzollern entstand nach dem Zweiten Weltkrieg in der französischen Besatzungszone und war eines der Gründungsländer der Bundesrepublik Deutschland. Es umfasste den südlichen Teil des ehemaligen Volksstaates Württemberg sowie die bis dahin zu Preußen gehörenden Hohenzollernschen Lande. Auf einer Fläche von 10.406 km² lebten etwa eine Million Einwohner. Die Hauptstadt war Tübingen, der Sitz des Landtags das ehemalige Kloster Bebenhausen bei Tübingen. Am 25. April 1952 gingen die Länder Württemberg-Hohenzollern, Baden und Württemberg-Baden im neu gegründeten Land Baden-Württemberg auf.

## Leitung der Regierungsgeschäfte
Ab Oktober 1945 gab es ein Staatssekretariat für das französisch besetzte Gebiet Württembergs und Hohenzollerns, an dessen Spitze Carlo Schmid stand (siehe auch Staatssekretariat/Kabinett Schmid). Am 8. Juli 1947 wurde Lorenz Bock zum Staatspräsidenten von Württemberg-Hohenzollern gewählt. Nach seinem Tod im August 1948 war Gebhard Müller bis zum 25. April 1952 der zweite und letzte Staatspräsident.

## Geographie
Württemberg-Hohenzollern erstreckte sich über den südlichen Teil des ehemaligen Landes Württemberg sowie die ehemals zum Staat Preußen gehörenden Hohenzollerischen Lande. Administrativ war der bayerische Landkreis Lindau in den Anfangsjahren ebenfalls Württemberg-Hohenzollern zugeordnet. Im Osten grenzte Württemberg-Hohenzollern an Bayern, im Westen und Südwesten an Baden, das dem südlichen Teil der ehemaligen Republik Baden entsprach und wie Württemberg-Hohenzollern der Französischen Besatzungszone angehörte. Die Südgrenze wurde durch den östlichen Teil des Bodensees gebildet; über den Landkreis Lindau bestand eine Grenze zum österreichischen Vorarlberg. Die Nordgrenze wurde so gewählt, dass die Autobahn Karlsruhe-München, die heutige A 8, auf der ganzen Strecke innerhalb der amerikanischen Besatzungszone und damit in Württemberg-Baden lag. Bei der Festlegung der Nordgrenze blieben die seit 1934 bestehenden Landkreisgrenzen erhalten. Zum Land gehörten demnach neben dem Landkreis Lindau die Landkreise Balingen, Biberach, Calw, Ehingen, Freudenstadt, Hechingen, Horb, Münsingen, Ravensburg, Reutlingen, Rottweil, Saulgau, Sigmaringen, Tettnang, Tübingen, Tuttlingen und Wangen. Im Grenzverlauf zu Baden bestanden verschiedene Exklaven, Enklaven und weitere territoriale Besonderheiten aus den Zeiten vor der Entstehung des Landes fort.
Naturräumlich gehörten das Württembergische Allgäu, Oberschwaben, der südwestliche Teil der Schwäbischen Alb, Teile des Nordschwarzwalds und der östliche Teil des Mittleren Schwarzwalds zum Gebiet des Landes.
Auf einer politischen Karte Baden-Württembergs sind die ehemaligen Grenzen Württemberg-Hohenzollerns zu Baden und Württemberg-Baden nicht mehr zu finden, seit sie durch die Kreisreform in Baden-Württemberg am 1. Januar 1973 verwischt wurden. Bis zu dieser Reform waren die Grenzen noch im Regierungsbezirk Südwürttemberg-Hohenzollern präsent, und auch die Struktur der Landkreise deckte sich mit diesen Außengrenzen.

## Geschichte

### Vorgeschichte
In Südwestdeutschland existierten bis zum Ende des Ersten Weltkrieges das Königreich Württemberg und das Großherzogtum Baden sowie die Hohenzollernschen Lande als preußische Exklave. Nach 1918 wurden Baden und Württemberg republikanische Bundesstaaten innerhalb der Weimarer Republik. Die Hohenzollernschen Lande blieben weiterhin Teil Preußens. Die Machtergreifung der Nationalsozialisten und die Ernennung Adolf Hitlers zum Reichskanzler am 30. Januar 1933 leitete auch in Württemberg das Ende der Demokratie und die Gleichschaltung der Verwaltung ein. Am 2. Mai 1933 ernannte Hitler den noch vom Landtag gewählten württembergischen Staatspräsidenten Wilhelm Murr (NSDAP) zum Reichsstatthalter für Württemberg und Hohenzollern. Die geplante Umwandlung Württembergs in einen Reichsgau unter Einbeziehung Hohenzollerns wurde nicht durchgeführt. Württemberg und Hohenzollern waren so während des Nationalsozialismus nur in der ebenfalls als Gau bezeichneten Parteigliederung der NSDAP, nicht aber in der Staatsverwaltung vereint.
Die Folgejahre brachten wie in ganz Deutschland auch im südlichen Württemberg und in Hohenzollern die Verfolgung Andersdenkender, die Diskriminierung, Verfolgung und Vernichtung der Juden und schließlich den Krieg mit sich. Aufgrund der ländlichen Struktur waren allerdings die Kriegsschäden in diesem Teil des Landes geringer als im übrigen Deutschland. Außer dem Rüstungszentrum Friedrichshafen hatte nur Reutlingen eine größere Zahl von Toten durch Angriffe der Kriegsgegner zu beklagen. In den oberschwäbischen Kreisen Biberach, Ehingen, Ravensburg, Saulgau und Wangen zum Beispiel waren weniger als ein Prozent der Wohnungen zerstört und auch die Zahl der Toten in der Zivilbevölkerung blieb dort mit 27 bis 149 pro Kreis im Verhältnis sehr gering.

### Die Entstehung des Landes in der französischen Besatzungszone

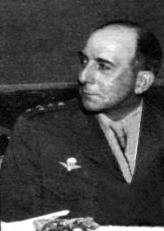
General Jean de Lattre de Tassigny hatte das Oberkommando über die Erste Französische Armee, die unter amerikanischem Oberbefehl den Süden Südwestdeutschlands eroberte.

In der Endphase des Zweiten Weltkrieges in Europa war die Eroberung Südwestdeutschlands für die US-Armee strategisch nachrangig. Hauptzielsetzung war, das Ruhrgebiet zu erobern und Nord- und Süddeutschland entlang des Mains zu trennen, um so die Niederlage des Deutschen Reichs herbeizuführen. Frankreich unter seinem militärischen und politischen Führer Charles de Gaulle verfolgte das Ziel, an der Besetzung Deutschlands aktiv teilzunehmen, um über den Besitz eroberter Gebiete Einfluss auf die künftige Gestaltung Deutschlands und damit Europas nehmen zu können. Die 1. Französische Armee gehörte zur „Southern Group of Armies“ und stand mit ihrem Oberkommandierenden General Jean de Lattre de Tassigny unter US-Oberbefehl. Sie setzte sich aus zwei Korps zusammen. Das 1. Armeekorps umfasste die 4. marokkanische Infanteriedivision, die 9. koloniale Infanteriedivision und die 1. Panzerdivision. Das 2. Armeekorps bestand aus der 2. marokkanischen Infanteriedivision, der 3. algerischen Infanteriedivision, der 5. Panzerdivision und der 14. Infanteriedivision. Nach der gemeinsam mit der 7. US-Armee unter General Alexander M. Patch durchgeführten Invasion in Südfrankreich kämpfte sich die 1. Französische Armee durch das Rhonetal nach Norden und befreite das Elsass. Ende März 1945 besetzte sie die Südpfalz zwischen der elsässischen Grenze und Speyer. Der letzte linksrheinische deutsche Brückenkopf am Oberrhein wurde am 25. März 1945 bei Germersheim geräumt. Die Hauptkampflinie verlief nun von Basel bis in die Pfalz am Rhein. Neben der 1. Französischen Armee hatten sich linksrheinisch US-Verbände formiert. Am 29. März 1945 schickte de Gaulle ein Telegramm an General de Lattre, woraufhin dieser am Abend des 30. März 1945 mit der Überquerung des Rheins begann. Am 2. April nahm er Bruchsal und am 4. April Karlsruhe ein. Daraufhin wurde als Grenze zwischen dem französischen und dem amerikanischen Operationsgebiet die Linie Speyer-Michelfeld-Hilsbach und danach am Neckar entlang nach Stuttgart und weiter bis Rottweil festgelegt. Am 16. April überschritt die Französische Armee den Rhein auch bei Kehl. Am 18. April wurde Freudenstadt nach starkem Artilleriebeschuss eingenommen. Das militärische Vorgehen war so angelegt, dass jeder Ort einzeln eingenommen wurde. Im Regelfall wurde jedes Haus auf Soldaten und Waffen durchsucht. Dabei kam es zu Plünderungen, Erschießungen und Vergewaltigungen. Die Franzosen rückten von Süden über Tübingen und die Filder, die Amerikaner von Nordosten und dem Neckar entlang auf Stuttgart vor. Obwohl beide Armeegruppen Stuttgart nahezu gleichzeitig erreichten, erfolgte die Besetzung der Stadt am 21. April durch die Franzosen. Am 22. und am 23. April wurde das französische Operationsgebiet nach amerikanischen Armeebefehlen entlang einer Linie von Stuttgart über Metzingen, Dettingen, Münsingen, Ebingen, Reinstetten bis nach Kempten (Allgäu) erweitert. Dagegen sollte die französische Armee das Gebiet östlich der Autobahn zwischen Lauffen, Asperg, Leonberg (heutige A 81) und Wendlingen am Neckar (heutige A 8) und damit auch Stuttgart räumen. Diesem Befehl widersetzten sich die Franzosen und richteten stattdessen dort eine Militärregierung für die Stadt Stuttgart mit Sitz in der Villa Reitzenstein und eine weitere Militärregierung mit Sitz in der Villa Weißenburg für das Land Württemberg ein. Sie setzten nicht nur Arnulf Klett als Oberbürgermeister von Stuttgart ein, sondern beauftragten ihn auch mit der Bildung einer deutschen Regierung für das gesamte Land Württemberg, die am 13. Juni mit Billigung der französischen und der amerikanischen Militärregierung eingerichtet wurde. Die Regierung bestand aus neun Verwaltungsbehörden, denen Fritz Ulrich (SPD) für Inneres, Josef Beyerle (CDU) für Justiz, Carlo Schmid (SPD) für Kultus, Martin Rieckert für Finanzen, Franz Weiß (CDU) für Ernährung und Landwirtschaft, Albert Fischer (KPD) für Arbeit, Felix Reichert für Post, Richard Brändle für Eisenbahnen und Siegfried Wächter für Wirtschaft jeweils mit der Amtsbezeichnung „Landesdirektor“ vorstanden.
Die Grenzziehung zwischen der französischen und der amerikanischen Besatzungszone ging ursprünglich auf ein Papier des amerikanischen Oberbefehlshabers Dwight D. Eisenhower vom 3. Mai 1945 zurück. Darin empfahl Eisenhower, in Baden die Bezirke Karlsruhe und Mannheim wegen der durchgehenden Verkehrsverbindungen in der amerikanischen Besatzungszone zu belassen. Für Württemberg empfahl er, den Landesteil nördlich der Autobahn Karlsruhe-Stuttgart-Ulm (heutige A 8) inklusive der Autobahn selbst und der durch sie angeschnittenen Landkreise dem Gebiet der Vereinigten Staaten zuzuweisen. Das Gebiet südlich davon war demnach Teil der französischen Besatzungszone. Bereits dieses Papier sah vor, den Landkreis Lindau als einzigen bayerischen Landkreis dem französischen Gebiet zuzurechnen. Dadurch wurde eine Landbrücke zur französischen Besatzungszone in Österreich geschaffen. Frankreich beanspruchte zwar ganz Baden. Nach dem eigenmächtigen Vorgehen der Franzosen in Stuttgart und in anderen Gebieten wie dem oberitalienischen Aostatal oder auch in Syrien waren die Amerikaner nicht mehr bereit, den Franzosen Zugeständnisse bei der Aufteilung der Besatzungszonen in Südwestdeutschland zu machen. Obwohl die Teilung Württembergs und Badens auch innerhalb der amerikanischen Diplomatie umstritten war, wurde der ursprüngliche Plan Eisenhowers umgesetzt. Am 29. Juni akzeptierte die französische Regierung die Grenzziehung, worauf die französischen Militärregierungen Stuttgart am 8. Juli verließen. Das endgültige Abkommen der vier Siegermächte über die Aufteilung der Besatzungszonen wurde am 26. Juli 1945 unterzeichnet. Bereits vor dem Abzug der Franzosen aus Stuttgart wurde festgelegt, dass die in der Stadt ansässigen Verwaltungsbehörden weiterhin für ganz Württemberg zuständig blieben. Die Stuttgarter Landesdirektoren ernannten „ständige Delegierte“ für Südwürttemberg bei der obersten französischen Besatzungsbehörde, die zunächst in Freudenstadt und später in Tübingen unter der Leitung von Gouverneur Guillaume Widmer ihren Sitz hatte. Die Delegierten waren zu Anfang Gustav Kilpper (parteilos) für Ernährung, Landwirtschaft und Wirtschaft, Lothar Rossmann (SPD) für Inneres, Paul Binder (CDU) für Kult und Gebhard Müller (CDU) für Justiz. Bereits während der Besatzung setzte das französische Militär Landräte und Bürgermeister an die Spitze der kommunalen Verwaltungen. Die Stadt- und Landkreise waren bald darauf „die Träger der obersten Spitze der Staatsgewalt und die größten politischen Einheiten“. Untereinander hatten sie zunächst kaum Verbindung. Jeder Kreis war ganz „auf sich allein gestellt und eine kleine wirtschaftlich selbständige Wirtschaftsrepublik“, die auf eigene Rechnung und Gefahr wirtschaftete und auf den Tauschverkehr miteinander angewiesen war. Nachdem die amerikanische Militärverwaltung Nordbaden und Nordwürttemberg verwaltungstechnisch vereinigt hatte und unter der Führung von Reinhold Maier eine Regierung ernannt worden war, ließ die französische Militärregierung am 13. Oktober 1945 den Delegierten in Württemberg-Hohenzollern durch Carlo Schmid deren Absetzung erklären. Am 16. Oktober 1945 gründete die französische Besatzungsmacht eine als „Staatssekretariat für das französisch besetzte Gebiet Württembergs und Hohenzollerns“ bezeichnete, provisorische Regierung. Die Regierung wurde in sechs Landesdirektionen aufgegliedert, denen je ein Landesdirektor vorstand. Die Landesdirektoren bildeten das Direktorium, das Schmid (SPD) zum „Präsidenten des Staatssekretariats“ wählte. Er übernahm zusätzlich das Landesdirektorium für Justiz und das Landesdirektorium für Kultus, Erziehung und Kunst. Weitere Landesdirektoren waren Lothar Rossmann (SPD) für den Bereich Inneres, Paul Binder (CDU) für den Bereich Finanzen, Gustav Kilpper (parteilos) für den Bereich Wirtschaft und Clemens Moser (CDU), der gleichsam als Vertreter Hohenzollerns fungierte, für den Bereich Arbeit. Württemberg-Hohenzollern blieb das einzige deutsche Land, dessen Regierung in der unmittelbaren Nachkriegszeit kein Mitglied der KPD angehörte. Schmid war gleichzeitig Staatsrat in der Regierung in Württemberg-Baden und hatte das Recht, dort an Kabinettssitzungen teilzunehmen. Gebhard Müller blieb auf Wunsch Schmids dessen ständiger Vertreter im Justizministerium. In Art. 1 des Statuts des Staatssekretariats wurde bestimmt, dass es „während des Ruhens der Staatsgewalt der württembergischen Landesregierung in dem französisch besetzten Gebiet Württembergs für die Landesregierung die Staatsgewalt ausübt“. Schmid, der von Haus aus Verfassungs- und Verwaltungsrechtler war, bezeichnete diese Funktion als die eines „Abwesenheitspflegers“.

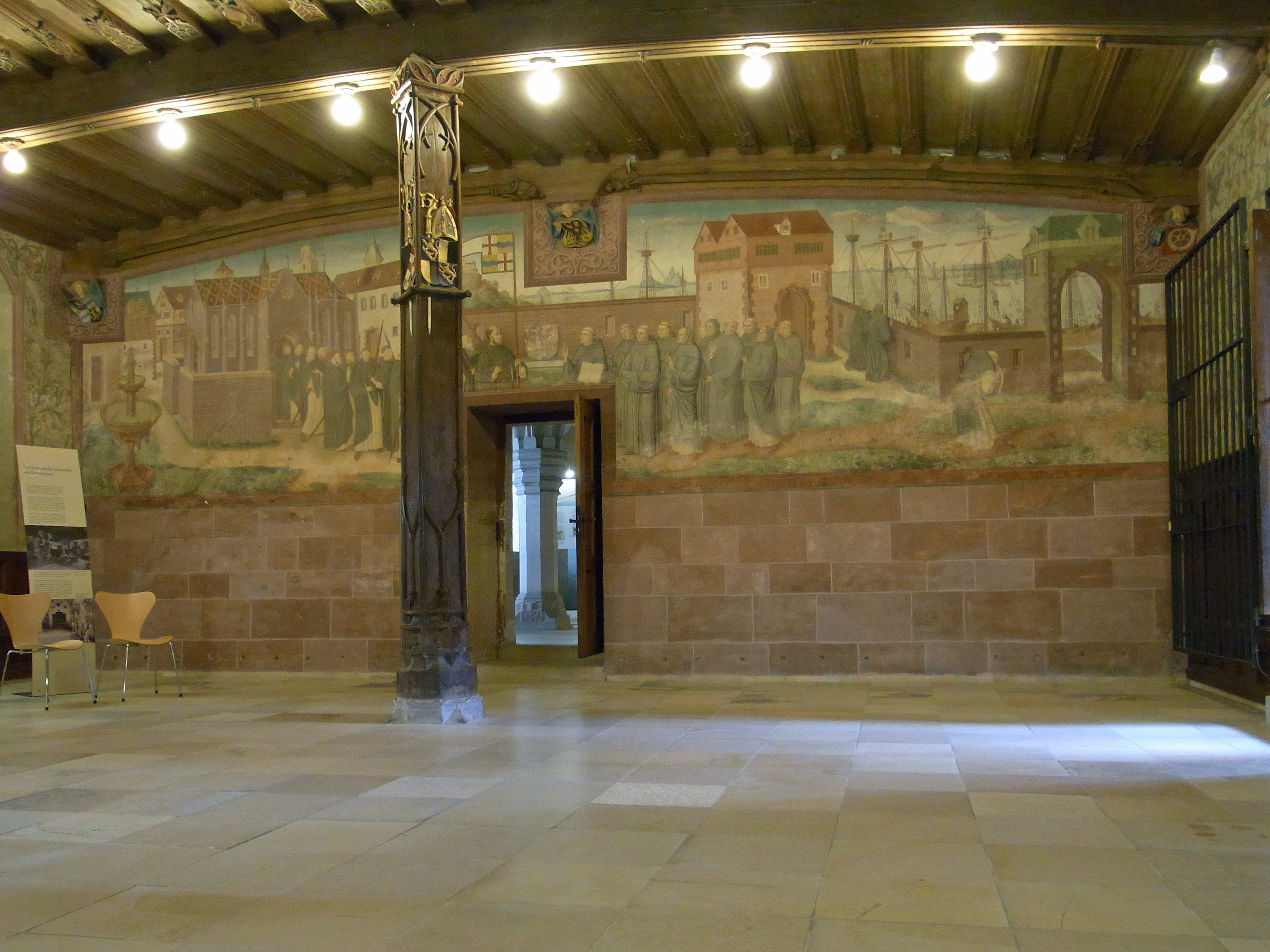
Winterrefektorium des Klosters Bebenhausen – Sitz des Landtags von Württemberg-Hohenzollern, Blick nach Norden

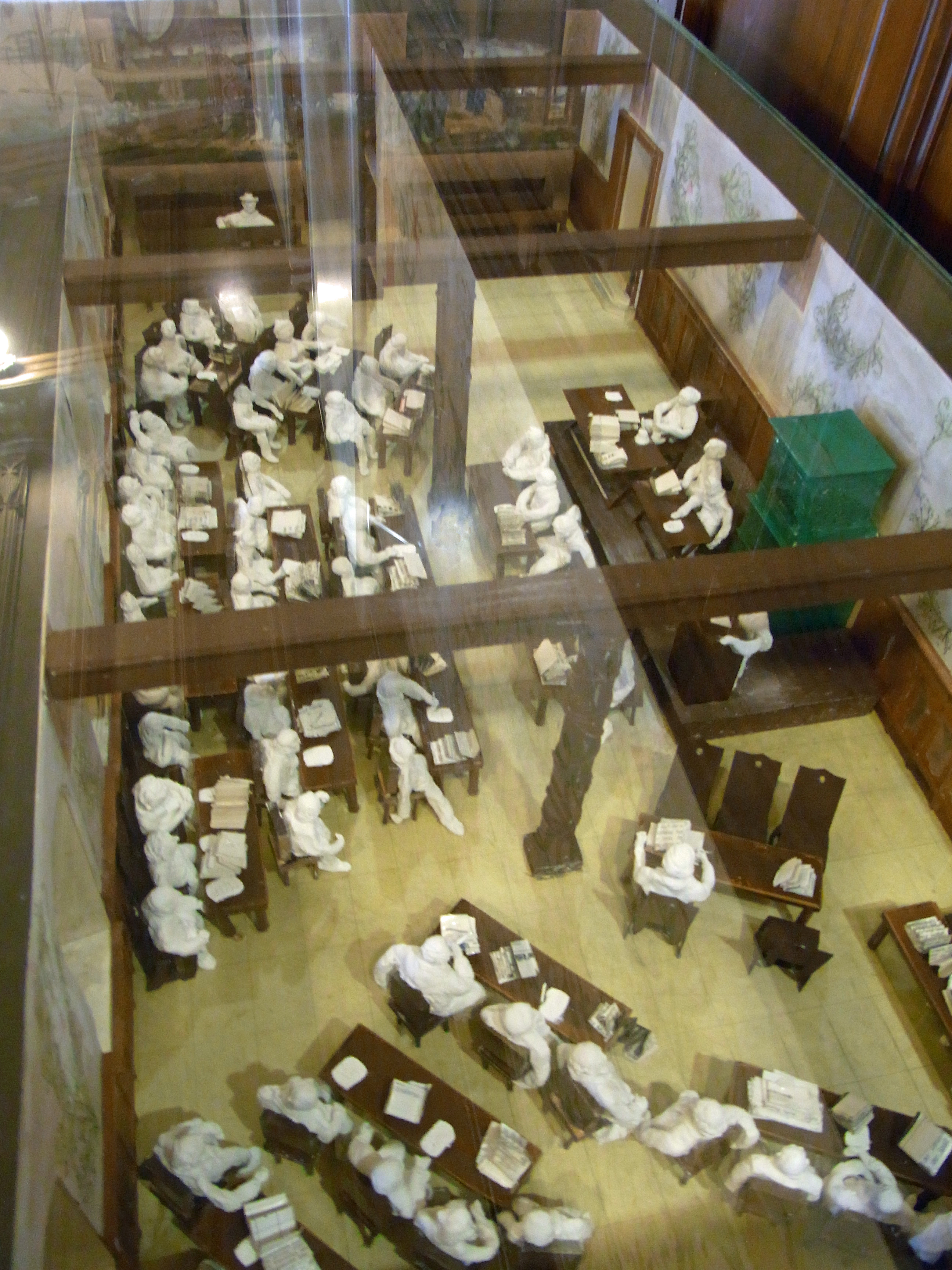
Modell des Landtags im Winterrefektorium des Klosters Bebenhausen

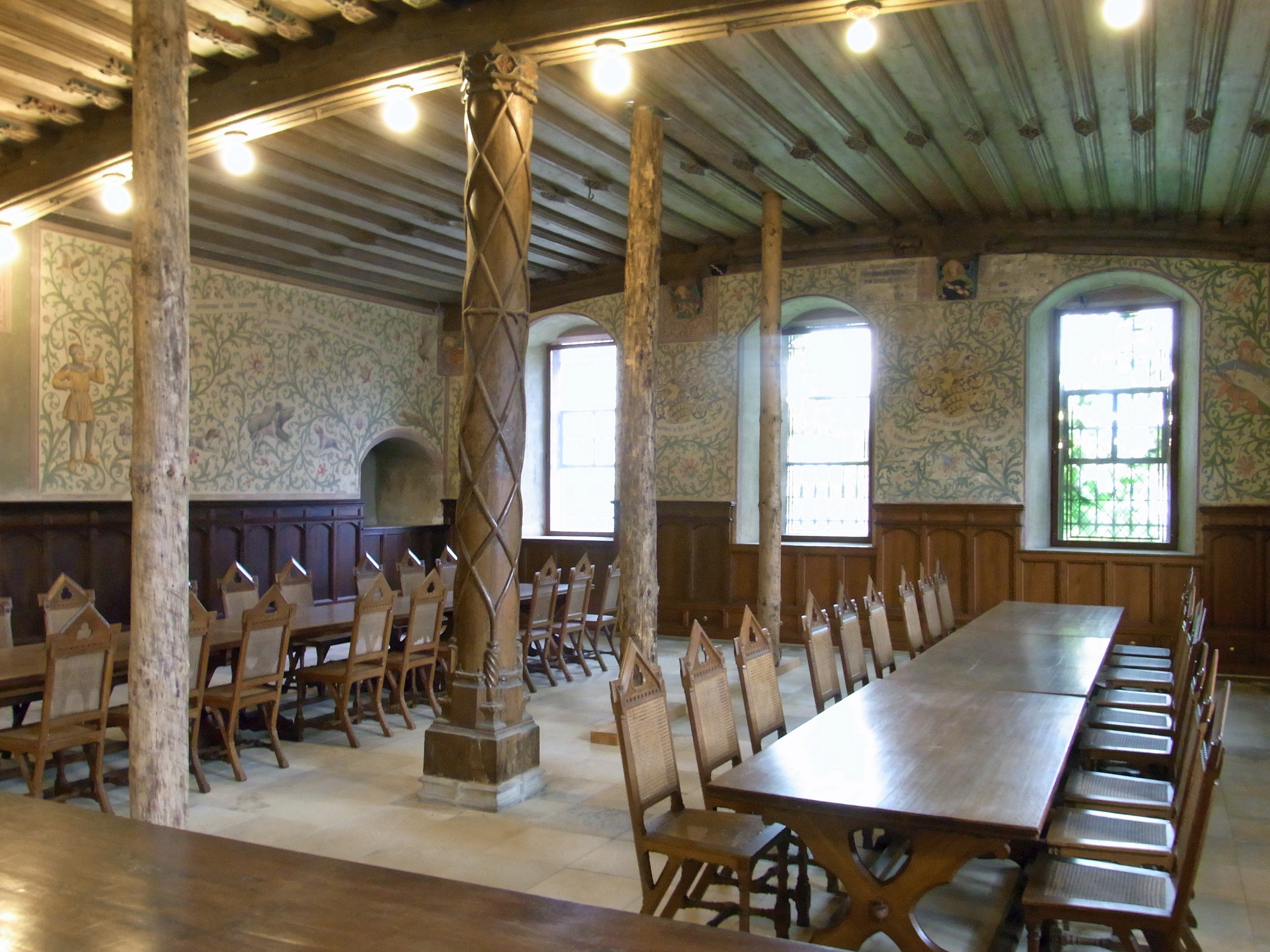
Winterrefektorium des Klosters Bebenhausen – Sitz des Landtags von Württemberg-Hohenzollern, Blick nach Süden

Das Staatssekretariat übte zunächst sowohl die Legislative als auch die Exekutive aus, war aber streng an die Weisungen der Militärverwaltung gebunden. Der Aufbau der Verwaltung vollzog sich zunächst unter großen Schwierigkeiten. Jede Personaleinstellung bedurfte der Zustimmung der französischen Militärregierung, die das Verhalten während der Zeit des Nationalsozialismus und die persönliche Eignung prüfte. Weisungen an nachgeordnete Stellen bedurften der Genehmigung durch die Besatzungsmacht. Trotz einheitlicher Vorschriften des alliierten Kontrollrats verlief die Entnazifizierung in Württemberg-Hohenzollern differenzierter als in der amerikanischen Zone. Es wurde nicht auf die formale Mitgliedschaft in der NSDAP, in Parteigliederungen und Verbänden abgestellt, sondern auf die nachweisbare Belastung durch nationalsozialistische Betätigung. Dies führte auch dazu, dass Beamte aus Nordwürttemberg übersiedelten, was den Aufbau eines funktionsfähigen Berufsbeamtentums erleichterte.
Am 3. November 1945 kam erstmals eine Konferenz der Landräte und Oberbürgermeister in Tübingen zusammen. Dieser Konferenz folgten dann in regelmäßigen Abständen weitere Zusammenkünfte, die sich zum Beratungsorgan für das Staatssekretariat entwickelten. Am 15. September 1946 wurden Wahlen für die Gemeinderäte und am 13. Oktober 1946 für die Kreisversammlungen durchgeführt. Bereits seit 18. März 1946 waren einzelne Parteien auf Landesebene wieder zugelassen. Am 17. November 1946 wurden von den Vertretern der Kreise 38 Mitglieder und von den Vertretern der Gemeinden mit mehr als 7000 Einwohnern 27 Mitglieder der „Beratenden Landesversammlung für Württemberg-Hohenzollern und den Kreis Lindau“ gewählt. Drei Mitglieder kamen zusätzlich aus dem Landkreis Lindau. Die Wahl erfolgte nach dem Verhältniswahlsystem über die Listen der zugelassenen Parteien. Wählbar waren nur Bürgermeister, Mitglieder der Gemeinderäte und Mitglieder der Kreisversammlungen. Die CDU erhielt 42, die SPD 14, die DVP 8 und die KPD 4 Mandate. Die erste Sitzung der neugewählten Landesversammlung fand am 22. November 1946 im Kloster Bebenhausen bei Tübingen statt. Sie wählte Karl Gengler (CDU) zu ihrem Präsidenten. Schmid bildete das Staatssekretariat am 9. Dezember 1946 um. Die neuen Mitglieder seines Kabinetts erhielten die Bezeichnung „Staatssekretär“. Nach wie vor hatte das Staatssekretariat das Recht, in Abstimmung mit der Militärverwaltung Gesetze zu erlassen. Die Beratende Landesversammlung nahm aber zu Fragen der Gesetzgebung Stellung, wenn sie vom Staatssekretariat damit befasst wurde.
Hauptaufgabe der Beratenden Landesversammlung war die Ausarbeitung einer Landesverfassung, die am 22. April 1947 mit den Stimmen von CDU und SPD beschlossen wurde. In den Schlussberatungen am 21. und 22. April waren sich CDU und SPD einig, dass die Bildung Württemberg-Hohenzollerns eine Übergangslösung sei. Der Ausweis Württemberg-Hohenzollerns in der Verfassung als Teil Württembergs oder die Aufnahme der Wiederherstellung Württembergs als Staatsziel wurden von der französischen Militärregierung verhindert. Die Verfassung wurde in einer Volksabstimmung am 18. Mai 1947 mit 69,8 % angenommen. Gleichzeitig mit dieser Volksabstimmung wurde die erste und einzige Landtagswahl durchgeführt, bei der die CDU mit 32 von 60 Sitzen zwar die absolute Mehrheit erreichte, aber dennoch gemeinsam mit der SPD (12 Mandate) und der DVP (11 Mandate) eine Koalition bildete. Die KPD entsandte fünf Vertreter in den Landtag. Außerdem waren zwei Abgeordnete der CDU aus dem Kreis Lindau, die schon der Beratenden Landesversammlung angehört hatten, bis zum Übergang des Kreises Lindau an Bayern am 19. Dezember 1950 im Landtag vertreten. Zum Präsidenten des Landtags wurde auf dessen konstituierender Sitzung am 3. Juni 1947 im Kloster Bebenhausen Karl Gengler (CDU), zum ersten Stellvertreter Fritz Fleck (SPD) und zum zweiten Stellvertreter Karl Kübler (DVP) gewählt.
Am 8. Juli 1947 wurde Lorenz Bock (CDU) zu dem als „Staatspräsident“ bezeichneten Regierungschef gewählt. Neben ihm gehörten seinem Kabinett sechs weitere Minister an. Er selbst leitete zusätzlich das Finanzministerium. Schmid war Stellvertreter Bocks und leitete außerdem das Justizministerium. Er vertrat die Regierung vor allem in der „Außenpolitik“, zum Beispiel auf der Konferenz der Ministerpräsidenten, bei den Verhandlungen zur Bildung des Parlamentarischen Rats und in der Zusammenarbeit mit der Stuttgarter Regierung. Weitere Minister waren Viktor Renner (SPD) für Inneres, Albert Sauer (CDU) für Kultus, Erziehung und Kunst, Eberhard Wildermuth (DVP) für Wirtschaft, Franz Weiß (CDU) für Landwirtschaft und Ernährung und Eugen Wirsching (CDU) für Arbeit.

### Die Krise in den Beziehungen zur französischen Militärregierung
Das Potsdamer Abkommen vom 2. August 1945 hatte vorgesehen, dass jede Besatzungsmacht ihre Reparationsansprüche durch Demontagen und Sachlieferungen aus ihrer eigenen Besatzungszone befriedigen sollte. Auf dieser Grundlage war für die Franzosen ihre Besatzungszone Mittel für Reparationsleistungen für ihre Kriegsschäden. Da Württemberg-Hohenzollern jedoch über wenig Industrie und keine Rohstoffe verfügte, blieben ihnen vor allem Holzeinschläge und landwirtschaftliche Produkte als Reparationen. In den drei Haushaltsrechnungsjahren von 1945/46 bis 1947/48 (jeweils zum 1. April) standen Haushaltseinnahmen in Höhe von 708 Millionen Reichsmark Besatzungslasten in Höhe von 448 Millionen Reichsmark gegenüber, was 62 Prozent der Einnahmen entsprach. Im Gegensatz zu den beiden anderen westlichen Besatzungszonen verlangte die französische Militärregierung auch als Pauschzahlungen bezeichnete Barzahlungen in Reichsmark. Weiterhin waren die so genannten Requisitionen und die Besatzungsfolgekosten haushaltswirksam. Hierzu gehörte die Deckung des gesamten Bedarfs der Besatzungstruppen. Von der Besatzungsmacht waren zum Beispiel insgesamt 350 Hotels, 700 Wohngebäude und rund 4.000 Wohnungen mit zusammen 22.000 Zimmern beschlagnahmt. Weiterhin bestand in der französischen Zone die Besonderheit, dass die militärischen Beschaffungsstellen neben den Requisitionen Lieferauflagen erteilten, die zwar bezahlt wurden, aber nicht mehr zur Versorgung der Bevölkerung zur Verfügung standen. So standen noch 1946 nur 27,4 Prozent der Fleischerzeugung auch tatsächlich für die Versorgung der Bevölkerung Württemberg-Hohenzollerns zur Verfügung. Reparationsleistungen im engeren Sinn waren darüber hinaus die Lieferung von Rohstoffen und Fertigwaren, Maschinenentnahmen, als Restitutionen bezeichnete Rückführungen von im Zweiten Weltkrieg aus Frankreich verbrachten Gütern, Demontagen von Betrieben und Wald-Kahlschläge. In den Jahren 1946 bis 1949 wurden insgesamt 4,15 Millionen Festmeter Holz gefällt und nach Frankreich abtransportiert oder zugunsten Frankreichs in andere Länder exportiert.
Am 30. Oktober 1947 wurde die Demontageliste für die gesamte französische Besatzungszone veröffentlicht. Trotz der bereits vollzogenen Maschinenentnahmen sah die Liste für Württemberg-Hohenzollern noch die Volldemontage von 60 Betrieben und die Teildemontage von 10 weiteren Betrieben vor. Dies führte bei Unternehmern, Arbeitern und der gesamten Bevölkerung zu großer Empörung. Zum Beispiel erschien am 11. November 1947 im Schwäbischen Tagblatt in Tübingen eine Sonderseite, die sich nur mit der Demontagefrage befasste, was die Militärregierung zu Zensurmaßnahmen veranlasste. Am 2. Dezember 1947 machte Staatspräsident Bock in Baden-Baden zwar seine Aufwartung bei General Marie-Pierre Kœnig, dem Militärgouverneur für die gesamte französische Besatzungszone, konnte aber keine Verringerung der geplanten Demontagen erreichen. Die Mehrheitsfraktion der CDU im Landtag unter ihrem Fraktionschef Gebhard Müller beschloss daraufhin, dass ihre Landtagsabgeordneten ihre Mandate niederlegen und die CDU-Minister zurücktreten sollten, falls eine Verringerung der Demontageliste nicht zu erreichen wäre. Die Regierung formulierte eine Denkschrift, die am 30. Dezember 1947 an die Militärregierung abgeschickt und von dort monatelang nicht beantwortet wurde. In dieser Zeit stellten sich auch die Fraktionen der SPD und der DVP unter ihren Vorsitzenden Oskar Kalbfell und Eduard Leuze hinter die Forderungen der CDU. Es kam am 29. April 1948 zu einem Affront gegen die Militärregierung im Landtag, als eine Große Anfrage des Abgeordneten Wilhelm Baessler (CDU) zur Abholzung der Wälder durch die französische Reparationspolitik trotz der Nichtzulassung durch die Militärregierung verlesen wurde. Der Landtag stellte daraufhin seine Arbeit bis zum 11. Juni 1948 ein. In den Wochen darauf kündigte die Militärregierung auch vor dem Hintergrund der Londoner Konferenz der Außenminister der drei Westmächte vom Juni 1948 Erweiterungen in den Kompetenzen der Regierung und des Landtags sowie Erleichterungen bei den Reparationen an. Am 20. Juni wurde in den drei Westzonen die D-Mark eingeführt. Am 1. Juli 1948 gaben die drei Westalliierten die Frankfurter Dokumente bekannt, die die rechtliche Grundlage für die Bildung eines westdeutschen Staates bildeten. Damit wurde eine eigenständige französische Besatzungspolitik immer schwerer. Es war deshalb umso verwunderlicher, dass die am 30. Juli 1948 bekannt gegebene, revidierte Demontageliste trotz der angekündigten Erleichterungen keine wesentlichen Änderungen zur Liste vom November brachte. Am selben Tag verhandelte Staatspräsident Bock über diese Demontageforderungen. Nachdem er die Fraktionen des Landtags über den Stand der Verhandlungen und die Unnachgiebigkeit der Franzosen informiert hatte, starb er in der Nacht zum 4. August 1948 nach der Rückkehr an seinen Heimatort Rottweil an den Folgen einer Darmlähmung. Die Regierung trat daraufhin in der Landtagssitzung am 6. August 1948 zurück. Schmid, der die Rücktrittserklärung verlas, bezeichnete es als verfassungswidrig, wenn die Regierung an Maßnahmen mitwirken würde, „die den Lebensstandard des Volkes unter jedes erträgliche Maß herabdrücken müssen“. Der Rücktritt wurde von allen vier Landtagsfraktionen vorbehaltlos unterstützt. Am 13. August wurde Müller zum neuen Staatspräsidenten gewählt. Die französische Militärregierung setzte daraufhin die Teilnahme Württemberg-Hohenzollerns an den Beratungen über die Bildung der Bundesrepublik Deutschland und eines Südweststaats aus. Müller, der die zurückgetretene Regierung geschäftsführend wieder einsetzte, nutzte die Folgezeit, um eine Aufklärungskampagne über die Reparationspolitik der Franzosen in Württemberg-Hohenzollern in der deutschen und ausländischen Presse zu starten. Kurz vor der Gründung der Bundesrepublik wurde die Demontageliste am 21. April 1949 neu übermittelt. Gegenüber der Liste von 1947 wurden 27 Demontagen gestrichen und 6 Voll- in Teildemontagen umgewandelt.

### Württemberg-Hohenzollern während der Entstehung der Bundesrepublik Deutschland

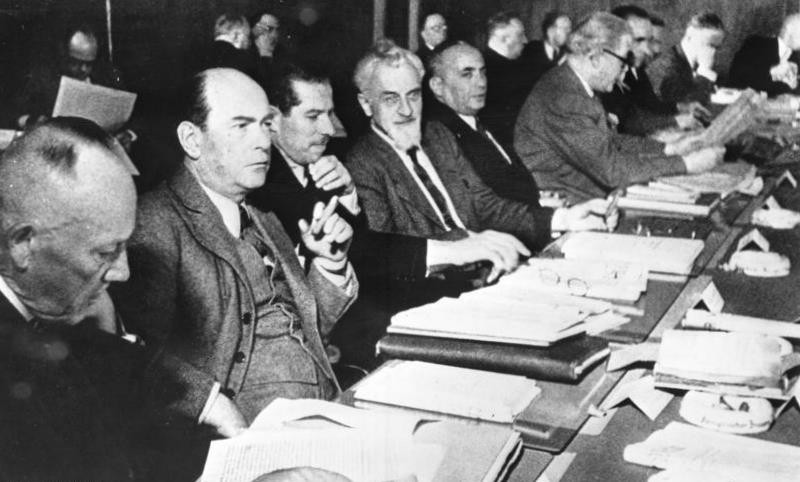
Rittersturz-Konferenz am 10. Juli 1948 in Koblenz.
Ganz links Staatspräsident Lorenz Bock und Innenminister Viktor Renner

Auf der vom 25. November bis 15. Dezember 1947 stattfindenden Konferenz der vier Siegermächte in London wurde letztmals über die Schaffung einer gesamtdeutschen Verwaltung debattiert. Dies scheiterte aber sowohl an den Vorbedingungen der Sowjetunion als auch an den abweichenden Vorstellungen Frankreichs. Bei den ebenfalls in London stattfindenden Folgekonferenzen der Westmächte wurden dann die zukünftigen Linien einer gemeinsamen Besatzungspolitik in Westdeutschland festgelegt. Als Ergebnis wurden am 1. Juli 1948 den elf Regierungschefs der Länder in den Westzonen, die sich seit Juni 1947 regelmäßig zu Ministerpräsidenten-Konferenzen trafen, die Frankfurter Dokumente übergeben. Die Frankfurter Dokumente und die darauf aufbauend auf der Rittersturz-Konferenz am 10. Juli 1948 in Koblenz von den elf Regierungschefs getroffenen Koblenzer Beschlüsse schafften die Rahmenbedingungen für den Aufbau eines westdeutschen Staates, der späteren Bundesrepublik Deutschland. Beim Verfassungskonvent auf Herrenchiemsee vom 10. bis 25. August 1948 wurden daraufhin die Grundlagen für das Grundgesetz festgelegt, welches in der Zeit vom 1. September 1948 bis zum 8. Mai 1949 vom Parlamentarischen Rat ausgearbeitet wurde.
Württemberg-Hohenzollern nahm im Prozess der Herausbildung des Grundgesetzes durch seinen Vertreter Carlo Schmid eine herausragende und an vielen Stellen prägende Rolle ein. Schmid war ab 1930 Privatdozent für Öffentliches Recht an der Eberhard Karls Universität Tübingen. Schon kurz nach Kriegsende engagierte er sich maßgeblich für die Wiedereröffnung der Universität. Seine Funktion als Präsident des Staatssekretariats für Württemberg-Hohenzollern und seine gleichzeitige Mitgliedschaft als Staatsrat in der Regierung von Württemberg-Baden gaben ihm von Anfang an eine länderübergreifende Rolle im Aufbau der Demokratie in Deutschland nach dem Zweiten Weltkrieg. Der erste Entwurf der Verfassung Württemberg-Badens wurde von ihm erstellt. Als bereits klar war, dass Schmid aufgrund des Wahlergebnisses vom 18. Mai 1947 nicht Regierungschef in Württemberg-Hohenzollern bleiben werde, stand er mit seiner Rede, die von den Besatzungsmächten ein Besatzungsstatut forderte, im Mittelpunkt der ersten Konferenz der Ministerpräsidenten am 6. Juni 1947 in München. Wesen und Ziel dieses Besatzungsstatuts war es, die Befugnisse der Besatzungsmächte auf eine rechtliche und nachvollziehbare Basis zu stellen. Anstelle der „Gewalt über ganz Deutschland“, die die Besatzungsmächte im Potsdamer Abkommen vom 2. August 1945 im Sinne einer Omnipotenz für sich in Anspruch genommen hatten, müssten nun rechtliche Grundsätze oder Bestimmungen treten. Die CDU-Staatspräsidenten Bock und Müller, den Schmid im Oktober 1945 ohne Ministeramt in der provisorischen Regierung gehalten hatte, beließen Schmid in der Folgezeit in einer Schlüsselstellung für die Ausarbeitung des Grundgesetzes. So nahm er als Vertreter Württemberg-Hohenzollerns am Verfassungskonvent auf Herrenchiemsee teil. Weiterhin wählte ihn der Landtag neben Paul Binder in den Parlamentarischen Rat, obwohl der CDU das Anrecht auf beide Delegierte des Landes zugestanden hätte. Auch wenn Konrad Adenauer dies Müller als Fehler anlastete, kam darin einmal mehr das Zusammenspiel des Verfassungsrechtlers Schmid und des späteren Präsidenten des Bundesverfassungsgerichts Müller zum Ausdruck. Als Ausgleich wurde in Hamburg der CDU-Abgeordnete Paul de Chapeaurouge auch mit den Stimmen der SPD in den Rat gewählt. Im Parlamentarischen Rat wurde Schmid zum Vorsitzenden des Hauptausschusses bestellt. Mehrere wesentliche Inhalte des Grundgesetzes gehen auf ihn zurück. Hierzu gehören die Formulierung und Platzierung der Grundrechte, das konstruktive Misstrauensvotum, die Abschaffung der Todesstrafe und das Recht auf Kriegsdienstverweigerung aus Gewissensgründen. Schmid und Müller konnten ihre Arbeit auf das Institut für Besatzungsfragen an der Universität Tübingen stützen. Der spätere Gründer und Leiter des Instituts Gustav von Schmoller war 1947 Mitarbeiter des Staatssekretariats und erarbeitete für Schmid die Grundlagen für dessen Rede zum Besatzungsstatut auf der Münchener Konferenz der Ministerpräsidenten im Juni 1947. Schmoller übernahm daraufhin im Oktober 1947 das neu geschaffene Referat für Verfassungs- und Verwaltungsfragen in der Staatskanzlei von Württemberg-Hohenzollern, aus dem sich das Institut für Besatzungsfragen entwickelte. Das Institut selbst wurde 1948 gegründet und in den Jahren 1948 und 1949 weitgehend von den Ländern Württemberg-Hohenzollern und Württemberg-Baden finanziert. Es bestand bis 1960 und wurde nach dem Ausscheiden von Schmoller von Hedwig Maier und Achim Tobler geleitet.

### Das Bundesland Württemberg-Hohenzollern
Bei ihrer Gründung am 23. Mai 1949 wurde Württemberg-Hohenzollern Teil der Bundesrepublik Deutschland. Nachdem sich das Verhältnis zur Besatzungsmacht deutlich verbessert hatte, berief Müller die seit dem Rücktritt am 6. August 1948 nur noch geschäftsführend tätigen Regierungsmitglieder am 24. Juni 1949 wieder in ihre jeweiligen Ämter. Mit der Wahl zum ersten Deutschen Bundestag am 14. August 1949 gingen etliche Landespolitiker Württemberg-Hohenzollerns in die Bundespolitik: Schmid wurde Vizepräsident des Deutschen Bundestags und Vorsitzender des Ausschusses für Besatzungsstatut und auswärtige Angelegenheiten. Karl Gengler, der sein Amt als Landtagspräsident nicht abgab, wurde im Bundestag stellvertretender Vorsitzender des Organisationsausschusses. Eberhard Wildermuth gehörte dem Kabinett Adenauer bis zu seinem Tod am 9. März 1952 als Wohnungsbauminister an.

### Die Entstehung Baden-Württembergs
In Dokument Nr. 2 der Frankfurter Dokumente forderten die Westalliierten die Ministerpräsidenten auf, Vorschläge zur Änderung der Ländergrenzen in Westdeutschland zu erstellen. Außer für Südwestdeutschland hatten diese aber kein Interesse an einer Neugliederung der künftigen Bundesländer. Auf der Rittersturz-Konferenz wurde die Frage der Grenzen für Südwestdeutschland vertagt, da sich die Vertreter der drei Länder vor allem wegen der kompromisslosen Haltung des badischen Staatspräsidenten Leo Wohleb nicht einigen konnten.
Württemberg-Hohenzollern setzte sich von Anfang an für die Vereinigung der drei Länder zu einem Südweststaat ein. Auch in den Konferenzen und Verhandlungen der Folgemonate konnte jedoch keine einvernehmliche Lösung gefunden werden. Das Land Baden und sein Staatspräsident Wohleb schlossen eine Vereinigung der drei Länder kategorisch aus und strebten stattdessen die Wiederherstellung des alten Landes Baden an. Allerdings wurde die Teilung Württemberg-Badens von der amerikanischen Militärregierung nicht gewünscht. Ebenso lehnten nordbadische Politiker diese Lösung ab, da sie in diesem Zusammenhang eine Ausweitung der französischen Besatzungszone mit ihrer umfangreichen Reparationspolitik auf Nordbaden befürchteten. Das Grundgesetz enthält zwar über den Art. 29 Abs. 1 den Auftrag zur Neugliederung von Bundesländern, „um zu gewährleisten, dass die Länder nach Größe und Leistungsfähigkeit die ihnen obliegenden Aufgaben wirksam erfüllen können.“ Die Neugliederung unterlag aber hohen Anforderungen. Sie war nur möglich, wenn in allen betroffenen Gebieten die Bevölkerung mit der Mehrheit der abgegebenen Stimmen für die Neugliederung votierte. Bei einer Ablehnung war eine Abstimmung im gesamten Bundesgebiet notwendig. Kurz vor dem Ende der Beratungen des Parlamentarischen Rats wurde auf Initiative Württemberg-Hohenzollerns mit Unterstützung Theodor Eschenburgs der Art. 118 in das Grundgesetz eingefügt. Dieser lautete: Die Neugliederung in dem die Länder Baden, Württemberg-Baden und Württemberg-Hohenzollern umfassenden Gebiete kann abweichend von den Vorschriften des Art. 29 GG durch Vereinbarung der beteiligten Länder erfolgen. Kommt eine Vereinbarung nicht zustande, so wird die Neugliederung durch Bundesgesetz geregelt, das eine Volksbefragung vorsehen muss.
Die Oberbefehlshaber der westlichen Besatzungsmächte brachten gegenüber den Art. 29 und 118 GG einen Vorbehalt ein, der die Neugliederung des Bundesgebiets nach Art. 29 GG bis zu einem Friedensvertrag aussetzte. Die Formulierung war insofern unklar, da sie sich weder eindeutig nur auf Art. 29 GG noch eindeutig auf beide Artikel bezog. Auf der Grundlage dieser Unklarheit zweifelten mit Gouverneur Guillaume Widmer, mit Oberbefehlshaber Marie-Pierre Kœnig und mit dem Hohen Kommissar André François-Poncet die Repräsentanten Frankreichs in Deutschland die Rechtmäßigkeit des Zusammenschlusses der drei Länder an. Allerdings hatte der französische Außenminister Robert Schuman bei einem Besuch Müllers am 19. Februar 1949 bereits klargestellt, dass Frankreich einen Zusammenschluss nicht verhindern würde. Am 24. August 1949 übermittelte Wohleb für das Land Baden einen ersten Entwurf einer Vereinbarung nach Art. 118 GG an die Länder Württemberg-Hohenzollern und Württemberg-Baden. Darin trat er für drei Abstimmungsbezirke in der Volksabstimmung über den Zusammenschluss ein: Gesamtbaden, Gesamtwürttemberg und Hohenzollern. Neben der Frage des Zusammenschlusses der drei Länder sollte die Alternativfrage nach der Wiederherstellung der alten Länder gestellt werden. Die Wahlberechtigten in Hohenzollern sollten weiterhin entscheiden können, ob sie sich Baden oder Württemberg anschließen. Die Wiederherstellung der alten Länder sollte auch dann erfolgen, wenn sie in einem Land eine Mehrheit erhielte und im anderen Land abgelehnt würde. In den Verhandlungen der Folgemonate schloss sich Württemberg-Hohenzollern diesen Vorgaben an. Am 22. Oktober trafen sich die Landesvorstände der CDU und damit der Mehrheitspartei in allen drei Ländern im Freudenstädter Hotel Waldeck. Sie einigten sich auf das von Wohleb vorgeschlagene Abstimmungsverfahren. Die Regierung Württemberg-Badens, wo die CDU keine absolute Mehrheit hatte, lehnte diesen Vorschlag aber weiterhin ab. Sie forderte stattdessen eine Abstimmung in vier Stimmbezirken (Nordwürttemberg, Nordbaden, Südwürttemberg-Hohenzollern, Südbaden). Der Südweststaat sollte bei einer Abstimmungsmehrheit in drei der vier Stimmbezirke zu Stande kommen. Dieser Vorschlag wiederum wurde von Wohleb abgelehnt. Als sich die Kontrahenten auf einer weiteren Konferenz in Freudenstadt am 15. April 1950 nicht einigen konnten, brachte Staatspräsident Müller einen Vorschlag Eschenburgs ein. Dieser sah eine Volksbefragung rein informativen Charakters vor. Ziel der Probeabstimmung sollte sein, den Regierungen eine sichere Grundlage für ihre Politik in dieser Frage zu geben. Punkt 3 dieses württembergisch-hohenzollerischen Vorschlags sah vor, dass, wenn zwei Monate nach der Abstimmung keine Vereinbarung zu Stande gekommen war, die Landesregierungen den Versuch der Vereinigung als gescheitert betrachteten. Damit stellte Eschenburg einen direkten Bezug auf die ebenfalls von ihm ins Grundgesetz eingebrachte Klausel in Art. 118 GG her und zeigte so einen Ausweg aus der zwischen Württemberg-Baden und Baden verfahrenen Situation auf, indem das weitere Vorgehen so gemeinsam auf den Bundesgesetzgeber verlagert werden konnte. Auf der Grundlage dieses Vorschlags fand nach einem erbittert geführten Abstimmungskampf am 24. September 1950 die Probeabstimmung statt. Das Abstimmungsergebnis sah wie folgt aus:
| Abstimmungsgebiet                     | Ja-Stimmen | Nein-Stimmen |
| ------------------------------------- | ---------- | ------------ |
| Nordwürttemberg                       | 93,5 %     | 6,5 %        |
| Südwürttemberg inklusive Hohenzollern | 92,5 %     | 7,5 %        |
| Württemberg und Hohenzollern gesamt   | 93,0 %     | 7,0 %        |
| Nordbaden                             | 57,4 %     | 42,6 %       |
| Südbaden                              | 40,4 %     | 59,6 %       |
| Baden gesamt                          | 48,9 %     | 51,1 %       |

Ergebnisse nach Kreisen in grafischer Darstellung (Prozent Ja-Stimmen)

Die Abstimmungsbeteiligung lag in Südbaden bei 65,2 %, in Nordbaden bei 60,4 %, in Nordwürttemberg bei 42,9 % und in Württemberg-Hohenzollern bei 48,8 %.
Durch das Ergebnis sah sich Wohleb bestätigt, da sowohl in Süd- als auch in Gesamtbaden eine Mehrheit für eine Wiederherstellung der alten Länder stimmte. Ebenso sah sich die Regierung in Stuttgart durch das nordbadische Ergebnis bestätigt, die Einheit Württemberg-Badens nicht aufzugeben. Für Müller und seine Regierung war das Ergebnis ein klares Votum für die Bildung eines Südweststaats. Bei einem Treffen der drei südwestdeutschen Regierungschefs am 12. Oktober 1950 im Hotel Quellenhof in Wildbad konnte kein gemeinsamer Handlungsvorschlag zum Ergebnis der Abstimmung erreicht werden, ebenso auf einer Konferenz am 7. November 1950 in Baden-Baden. Am 28. November 1950 teilte Müller auf der Grundlage der Freudenstädter Beschlüsse vom 15. April 1950 dem Bundestag mit, dass die Verhandlungen zur Neugliederung gescheitert waren. Damit war der Weg frei für eine Regelung des Bundesgesetzgebers auf Basis von Art. 118 GG. Am 18. Dezember 1950 schlug Müller seinem Kabinett vor, die Bildung des Südweststaats dann vorzunehmen, wenn in drei von vier Stimmbezirken eine Mehrheit dafür zu Stande kam. Damit schloss er sich der Linie von Württemberg-Baden an und gab so seine zwischen Baden und Württemberg-Baden vermittelnde Rolle auf.
Im Bundestag wurden im Januar 1951 zwei Gesetzentwürfe zur Regelung der Südweststaatsfrage eingebracht: Der Entwurf Hilbert wurde am 9. Januar 1951 vom badischen Bundestagsabgeordneten und stellvertretenden Vorsitzenden des Ausschusses für innergebietliche Neuordnung Anton Hilbert (CDU) vorgelegt. Der Entwurf Gengler-Kiesinger, der in der Staatskanzlei Württemberg-Hohenzollerns ausgearbeitet worden war, wurde am 26. Januar 1951 vorgelegt. Er war benannt nach dem Landtagspräsidenten Württemberg-Hohenzollerns Karl Gengler und dem späteren Bundeskanzler Kurt Georg Kiesinger. Während der Entwurf Hilbert mit Gesamt-Baden und Gesamt-Württemberg einschließlich Hohenzollern zwei Abstimmungsbezirke vorsah, ging der Entwurf Gengler-Kiesinger von den vier Abstimmungsbezirken der Probeabstimmung vom 24. September 1950 aus. Der Entwurf Hilbert sah in der Abstimmung die Alternativfrage Wiederherstellung der alten Länder versus Bildung des Südweststaats vor. Die Wiederherstellung sollte auch dann erfolgen, wenn in nur einem Abstimmungsbezirk dafür votiert worden wäre. Im Entwurf Gengler-Kiesinger lautete die Frage: „Ich will die Vereinigung der drei Länder Baden, Württemberg-Baden und Württemberg-Hohenzollern zu einem Bundesland (Südweststaat). Ja – Nein.“ Das Land war zu bilden, wenn die Abstimmung im gesamten Abstimmungsgebiet und in mindestens drei von vier Abstimmungsbezirken eine Mehrheit für die Vereinigung ergab. Die Entwürfe entsprachen damit exakt den Positionen Badens beziehungsweise Württemberg-Badens und Württemberg-Hohenzollerns.
Während die Gesetzentwürfe im Bundestag beraten wurden, wurde die Auseinandersetzung in Baden immer stärker emotionalisiert. Die Bevölkerung in Württemberg-Hohenzollern befasste sich, wie schon die niedrige Beteiligung an der Probeabstimmung signalisiert hatte, eher leidenschaftslos mit dem Thema. Im Bundestag sprachen sich die Mitglieder der Fraktionen der SPD und der FDP fast geschlossen für die Bildung des Südweststaats aus. Dagegen stand die große Mehrheit der CDU/CSU-Fraktion auf der badischen Seite. Die sieben Bundestagsabgeordneten der CDU aus Württemberg-Hohenzollern waren gemeinsam mit ihren Kollegen aus Württemberg-Baden als Befürworter des Zusammenschlusses in ihrer Fraktion damit weitgehend isoliert. Auch Bundeskanzler Adenauer war im Prinzip gegen die Vereinigung. Ein gewichtiges Argument war der Hinweis auf die Gefährdung der Mehrheit der CDU im Bundesrat. Die südwestdeutschen Bundesländer hatten insgesamt zehn Stimmen im Bundesrat, von denen sechs sicher der CDU zuzurechnen waren. Das vereinigte Bundesland hatte nur fünf Stimmen; es war nach den Mehrheitsverhältnissen keineswegs sicher, dass diese künftig auf die CDU entfallen würden. Adenauer war aber zur Umsetzung seiner Politik der Westintegration auf die Ratifizierung der außenpolitischen Verträge und damit auf die Bundesratsmehrheit angewiesen. Im Ausschuss für innergebietliche Neuordnung wurde die Frage der Bildung des Südweststaats auf der Grundlage des Entwurfs Gengler-Kiesinger beraten. In der Schlussabstimmung des Ausschusses am 16. März 1951 wurde mit neun zu fünf Stimmen ein Gesetzentwurf verabschiedet, der weitgehend dem Entwurf Gengler-Kiesinger entsprach. Einen Tag zuvor hatte der Bundestag im Schnellverfahren und nahezu einstimmig das so genannte Erste Neugliederungsgesetz beschlossen, das die Legislaturperioden der Landtage in Baden und Württemberg-Hohenzollern um zirka ein Jahr bis zum 31. März 1952 verlängerte. Am 25. April 1951 wurde das auf dem Entwurf Gengler-Kiesinger beruhende Zweite Gesetz über die Neugliederung in den Ländern Baden, Württemberg-Baden und Württemberg-Hohenzollern vom Bundestag mit einer Mehrheit von zirka 60 Stimmen beschlossen. In der vorangegangenen Debatte schloss der badische Staatspräsident seine Rede mit den pathetischen Worten: „Noch ist Baden nicht verloren!“ Der Bundesrat beschloss das Gesetz am 27. April 1951. Mit der Unterzeichnung durch Bundespräsident Theodor Heuss am 4. Mai 1951 trat es in Kraft. Baden klagte daraufhin am 25. Mai 1951 vor dem Bundesverfassungsgericht gegen die Neugliederungsgesetze. Das Urteil vom 23. Oktober 1951 erklärte die Verlängerung der Landtagswahlperiode und damit das Erste Neugliederungsgesetz für nichtig. Das Zweite Neugliederungsgesetz wurde auf der Grundlage von Art. 118 GG für gültig erklärt. Die Verlängerung der Legislaturperiode des Landtags wurde daraufhin durch eine Änderung der Verfassung beschlossen, die zeitgleich mit der Abstimmung über die Bildung des Südweststaats in einer Volksabstimmung am 9. Dezember 1951 gebilligt wurde. Das Ergebnis der Volksabstimmung zur Bildung des Südweststaats entsprach weitgehend dem Ergebnis der Probeabstimmung:
| Abstimmungsgebiet                     | Ja-Stimmen | Nein-Stimmen |
| ------------------------------------- | ---------- | ------------ |
| Nordwürttemberg                       | 93,5 %     | 6,5 %        |
| Südwürttemberg inklusive Hohenzollern | 91,4 %     | 8,6 %        |
| Württemberg und Hohenzollern gesamt   | 92,8 %     | 7,2 %        |
| Nordbaden                             | 57,1 %     | 42,9 %       |
| Südbaden                              | 37,8 %     | 62,2 %       |
| Baden gesamt                          | 47,8 %     | 52,2 %       |

Die Abstimmungsbeteiligung lag insgesamt bei 58,8 %. In Südbaden lag sie bei 70,7 %, in Nordbaden bei 67,2 %, in Nordwürttemberg bei 50,7 % und in Südwürttemberg-Hohenzollern bei 52,3 %.
Mit der Bildung einer vorläufigen Regierung durch den von der Verfassunggebenden Landesversammlung gewählten Ministerpräsidenten Reinhold Maier am 25. April 1952 ging Württemberg-Hohenzollern nach § 11 des Zweiten Neugliederungsgesetzes im neuen Bundesland Baden-Württemberg auf.
Innerhalb des vereinigten Bundeslandes bildete das Gebiet des früheren Landes Württemberg-Hohenzollern den neuen Regierungsbezirk Südwürttemberg-Hohenzollern, der nach der Verwaltungsreform von 1973 in den Regierungsbezirk Tübingen überführt wurde.
In einem weiteren Urteil vom 30. Mai 1956 billigte das Bundesverfassungsgericht nach langwierigem Verfahren den Südweststaatsgegnern eine neue Volksabstimmung zu. Als diese auf Basis einer Änderung von Art. 29 GG vom 19. August 1969 am 7. Juni 1970 in den badischen Landesteilen von Baden-Württemberg schließlich durchgeführt wurde, bestätigte eine Mehrheit von 81,9 % der Bevölkerung das neue Bundesland.

## Staatsaufbau und Verwaltung

### Verfassung

Württemberg-Hohenzollern übernahm das Staatswappen des Volksstaates Württemberg der Weimarer Republik.

Die Verfassung Württemberg-Hohenzollerns wurde von November 1946 bis April 1947 auf Basis eines Entwurfs von Emil Niethammer (CDU) von der Beratenden Landesversammlung ausgearbeitet. Sie wurde am 18. Mai 1947 in einer Volksabstimmung mit 268.701 Ja-Stimmen (69,8 %) bei 116.045 Nein-Stimmen (30,2 %) angenommen. Sie wurde nur einmal am 11. Dezember 1951 durch ein Gesetz des Landtags geändert und durch Art. 94 der Verfassung des Landes Baden-Württemberg vom 11. November 1953 aufgehoben.
Insgesamt enthielt sie 125 Artikel in 14 als Abschnitte bezeichneten Kapiteln. Abschnitt I regelte die Staatsform und die Staatsgrenzen. Württemberg-Hohenzollern wurde bereits hier als ein Gliedstaat der noch gar nicht bestehenden „deutschen Bundesrepublik“ ausgewiesen. Den hohenzollerischen Kreisen wurde in demselben Umfang, wie er am 1. Januar 1933 gegeben war, die Selbstverwaltung zugestanden. Als Staatsfarben übernahm Art. 3 das Schwarz-Rot des Volksstaates Württemberg. Das Staatswappen wurde zwar durch ein Gesetz bestimmt. Auch hier entschied man sich aber für die Fortführung des Wappens aus dem Volksstaat. In den Abschnitten II und III, die mit Das Wesen und die Aufgabe des Staates sowie mit Die Pflichten und Rechte der Staatsangehörigen überschrieben waren, wurden die Grundrechte aufgeführt. Abschnitt IV enthielt in Art. 20 das Prinzip der Volkssouveränität und regelte die Verhältnisse des Landtags, der Regierung sowie der von der Exekutive unabhängigen Gerichte. Abschnitt V definierte den Staatsgerichtshof als Verfassungsgericht. Der Präsident des damals noch bestehenden Oberlandesgerichts in Tübingen war laut Art. 64 gleichzeitig Vorsitzender des Staatsgerichtshofs. Abschnitt VI regelte die Gesetzgebung, Abschnitt VII die Verhältnisse der Behörden und Beamten und Abschnitt VIII das Finanzwesen und das Haushaltsrecht. In Abschnitt IX wurde die Kommunale Selbstverwaltung garantiert und nach dem Prinzip der Subsidiarität geregelt. Der mit Wirtschafts- und Gemeinschaftsleben überschriebene Abschnitt X beschreibt Württemberg-Hohenzollern als Sozialstaat. Art. 93 definierte den Anspruch der Landwirtschaft auf staatliche Förderung, Art. 94 machte die Mittelstandsförderung zur staatlichen Aufgabe. Art. 96 billigte Arbeitern und Angestellten betriebliche Mitbestimmungsrechte zu, Art. 97 erkannte das Streikrecht an. Ehe und Familie, Erziehung und Schulwesen sowie die Verhältnisse der Religionsgemeinschaften waren in den Abschnitten XI bis XIII geregelt.
Durch Gesetz vom 11. Dezember 1951 wurde in den Abschnitt XIV (Übergangs- und Schlussbestimmungen) der Art. 125a eingefügt, der die Legislaturperiode des ersten Landtags bis zur Vereinigung Württemberg-Hohenzollerns mit Württemberg-Baden und Baden verlängerte. Diese Änderung wurde von der Bevölkerung gemeinsam mit der Volksabstimmung über die Vereinigung der drei Länder am 9. Dezember 1951 gebilligt. Sie war notwendig geworden, nachdem das Bundesverfassungsgericht das Erste Neugliederungsgesetz des Bundes, das eine Verlängerung der Wahlperiode bis zum 31. März 1952 vorsah, für ungültig erklärt hatte.

### Verwaltungsgliederung

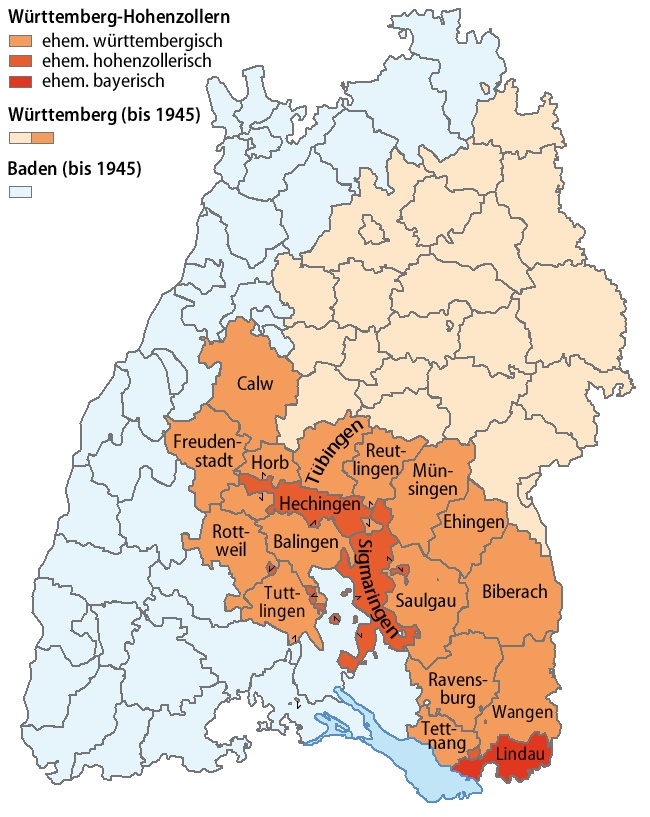
Landkreise in Württemberg-Hohenzollern 1945–1952

Das Bundesland bestand aus insgesamt 15 ehemals württembergischen und zwei ehemals hohenzollerischen Landkreisen. Diese waren:
- Landkreis Balingen mit 45 Gemeinden und 82.320 Einwohnern[69]
- Landkreis Biberach mit 87 Gemeinden und 89.397 Einwohnern[69]
- Landkreis Calw mit 104 Gemeinden und 100.484 Einwohnern[69]
- Landkreis Ehingen mit 62 Gemeinden und 39.469 Einwohnern[69]
- Landkreis Freudenstadt mit 50 Gemeinden und 50.759 Einwohnern[69]
- Landkreis Hechingen mit 47 Gemeinden und 43.271 Einwohnern[69]
- Landkreis Horb mit 49 Gemeinden und 38.838 Einwohnern[69]
- Landkreis Münsingen mit 58 Gemeinden[70] und 37.091 Einwohnern[69]
- Landkreis Ravensburg mit 37 Gemeinden und 91.083 Einwohnern[69]
- Landkreis Reutlingen mit 37 Gemeinden und 121.261 Einwohnern[69]
- Landkreis Rottweil mit 53 Gemeinden und 104.212 Einwohnern[69]
- Landkreis Saulgau mit 89 Gemeinden und 61.393 Einwohnern[69]
- Landkreis Sigmaringen mit 74 Gemeinden[71] und 41.295 Einwohnern[69]
- Landkreis Tettnang mit 13 Gemeinden und 52.368 Einwohnern[69]
- Landkreis Tübingen mit 54 Gemeinden und 100.583 Einwohnern[69]
- Landkreis Tuttlingen mit 37 Gemeinden und 64.479 Einwohnern[69]
- Landkreis Wangen mit 41 Gemeinden[72] und 65.631 Einwohnern[69]

Alle Gemeinden und Städte waren kreisangehörig, Stadtkreise oder kreisfreie Städte bestanden nicht. Eine Zwischenebene aus Regierungsbezirken oder „Sprengeln“ wie in den Landeskirchen war in der Landesverwaltung nicht vorgesehen. Allerdings blieb der 1873 gegründete Landeskommunalverband der Hohenzollerischen Lande aufgrund des nach Art. 2 der Verfassung garantierten partiellen Selbstverwaltungsrechts für Hohenzollern weiterhin bestehen.
Der Landkreis Lindau hatte als Bayerischer Kreis Lindau eine Sonderstellung. Er entsandte zwar Abgeordnete in die Beratende Landesversammlung und bis 1950 in den Landtag, die Landesverfassung erstreckte sich aber nur auf die württembergischen und hohenzollerischen Landkreise.

### Archiv
Die Archivakten des Landtags, des Staatssekretariats und der Tübinger Ministerien werden heute im Staatsarchiv Sigmaringen verwahrt.